# Wes Farrell
Wes Farrell, född 21 december 1939, död 29 februari 1996, var en amerikansk musiker, låtskrivare och skivproducent, som var mest aktiv under 1960- och 1970-talen. Under sin karriär uppgick hans skivförsäljning till över 300 miljoner skivor, inklusive 70 miljoner med The Partridge Family.